# Каролина Абриль
Кароли́на А́бриль (англ. Carolina Abril), настоящее имя Каролина Фе́ррер (исп. Carolina Ferrer, род. 19 июля 1992, Санта-Крус-де-Тенерифе, Испания) — испанская порноактриса.

## Биография
Родилась в июле 1992 года в Санта-Крус-де-Тенерифе, Испания.
Начала карьеру в индустрии фильмов для взрослых в возрасте 18 лет.
В 2013 году выиграла эротическое онлайн-шоу La Mansión de Nacho под руководством актёра и режиссёра Начо Видаля.
Работала в таких отраслевых студиях, как Evil Angel, Girlfriends Films, Brazzers, Lust Films и Private.
В 2014 и 2016 годах была представлена на премию XBIZ в номинации «иностранная актриса года».
В декабре 2015 года Каролина стала обложкой журнала Interviú в номере 2069.
Говоря о своей сексуальности, в нескольких интервью Каролина Абриль называет себя пансексуалом.
По данным на 2020 год, Каролина Абриль снялась в 108 порнофильмах.

## Награды и номинации
| Год  | Церемония  | Результат | Номинация                               | Работа |
| ---- | ---------- | --------- | --------------------------------------- | ------ |
| 2014 | XBIZ Award | Номинация | лучшая иностранная исполнительница года | н/д    |
| 2016 | XBIZ Award | Номинация | лучшая иностранная исполнительница года | н/д    |